# Boy Scouts Radicales
Els Boys Scouts Radicales neixen a Barcelona el 1913 sota la protecció del Partit Republicà Radical de Lerroux, amb el propòsit de bastir una organització de Boy scouts laics i liberals enfrontada a la proposta conservadora dels Exploradores Barceloneses. No van tenir èxit i desapareixen aviat.
El republicanisme radical que havia penetrat amb força fent un esforç d'escolarització en el barris obrers a principis del segle xx, va intentar amb aquesta proposta de beneficiar-se per una part de l'atracció i simpatia que l'escoltisme despertava com a agent mobilitzador en la joventut, i per altra crear una organització en amb una ideologia i valors enfrontades a la que proposaven els conservadors Exploradores Barceloneses.
L'associació va tenir el suport de la premsa afí al partit com el diari "El Progreso". Els articles de presentació i publicitació de l'associació traspuen un fort anticlericalisme (Antonio Cruz 6 de febrer de 1913). Hi ha evidència en aquest diari del mes d'agost del mateix any de la creació d'un grup de Boy Scouts Republicans a la Casa del Pueblo del Dte. 5è al Poble Sec de Barcelona. Altres grups es localitzaven a la Casa del Pueblo del c/ Aragó xamfrà amb C/ Rafael de Casanova, però no se’n coneix l'abast. Com dèiem desapareixerien aviat.